# Michael von der Heide
Michael von der Heide (født 16. oktober 1971 i Amden, Schweiz) er en schweizisk musiker, sanger og skuespiller.

## Eurovision Song Contest 2010
I 2010 repræsenterede han Schweiz i Eurovision Song Contest 2010, med sangen "II pleut de l'or".

## Diskografi

### Albums
- 1996 – Michael von der Heide
- 1998 – 30°
- 2000 – Tourist
- 2003 – Frisch
- 2003 – Helvetia
- 2005 – 2pièces
- 2005 – Freie Sicht

### Singler
- 1996 – Erfolg
- 1996 – Mit dir leben
- 1998 – Jeudi amour
- 1998 – "Bad Hair Days
- 1998 – Bye Bye Bar
- 2000 – Je suis seul
- 2000 – Where the Wild Roses Grow
- 2000 – Paradies
- 2002 – Kriminaltango
- 2003 – La solitude
- 2005 – Paris c'est toi (toujours)
- 2005 – Ich bi wie du
- 2006 – Ruggewind
- 2006 – Elodie
- 2008 – Immer wenn du denkst
- 2009 – Gib mir was von dir